# رودولف روكر
يوهان رودولف روكر (بالإنجليزية: Johann Rudolf Rocker)‏ (25 مارس 1873 – 19 سبتمبر 1958) كاتب وناشط لاسلطويّ ألماني. رغم أنه كثيرًا ما يوصف بكونه نقابيّ-لاسلطويّ، إلا أنه كان يصف نفسه بكونه «لاسلطوي دون صفات»، معتقدًا بأن مدارس الفكر اللاسلطوي تمثل «أساليب اقتصاد مختلفة فقط» وأن الهدف الأول للاسلطويين هو «ضمان الحرية الشخصية والاجتماعية للإنسان».

## المسيرة السياسية المبكرة

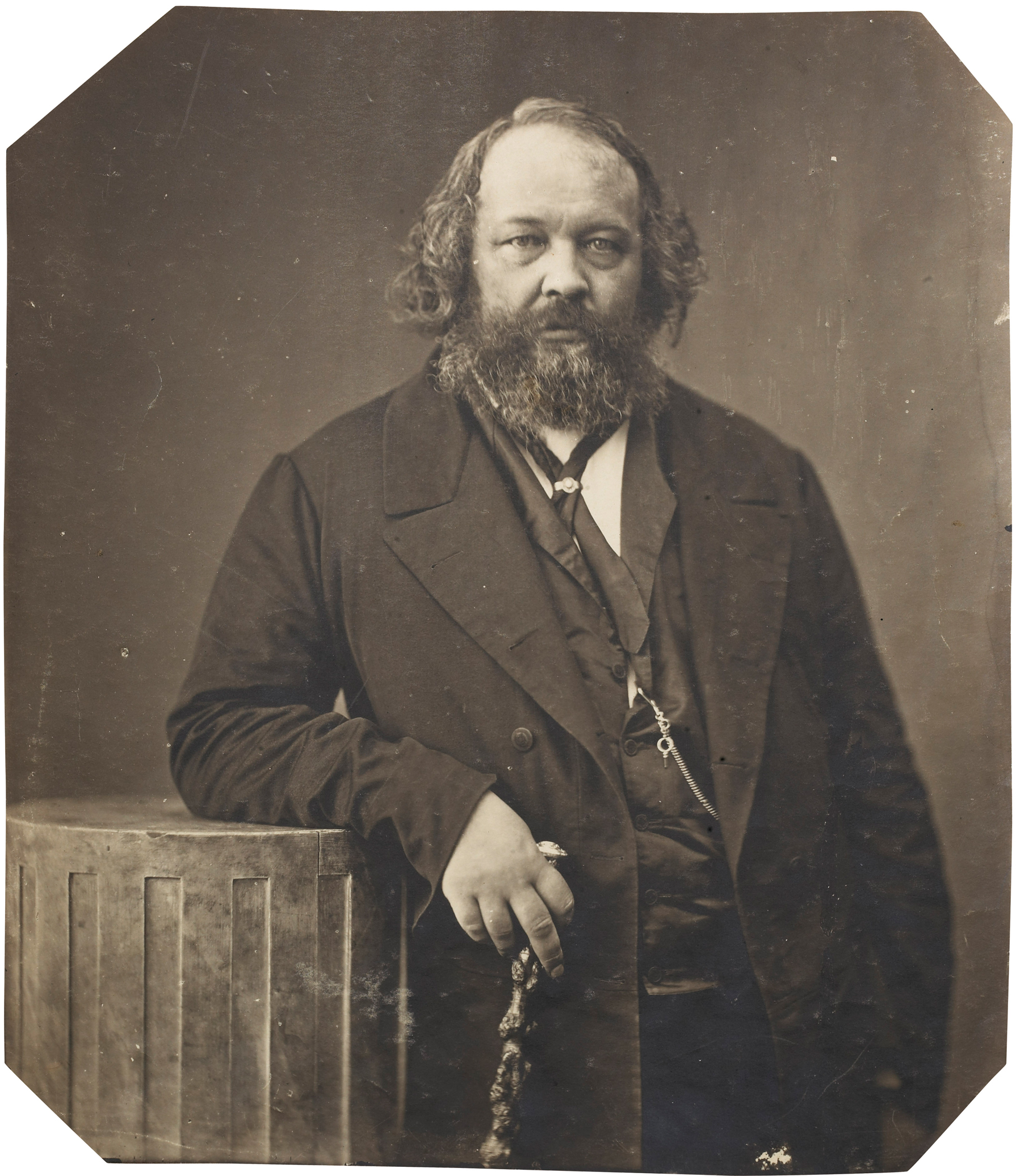
ميخائيل باكونين، أناركي روسي

لا تنشأ الحقوق السياسية في البرلمانات، بل تُفرض عليها بالأحرى من خارجها. ولوقتٍ طويلٍ، لم يكن تشريع الحقوق كقوانين كفيلًا بحمايتها. وكما يحاول أصحاب العمل دائما إبطال كل تنازل قدموه للعمل بمجرد إتاحة الفرصة لهم، بمجرد ملاحظة أي علامات ضعف في منظمات العمال، لذا فإن الحكومات أيضًا تميل دومًا إلى تقييد أو إلغاء الحقوق والحريات التي تحققت بالكامل إذا تصوروا أن الجمهور لن يبدي أي مقاومة. وحتى في البلدان التي وُجِدت فيها منذ القِدم أمور مثل حرية الصحافة، وحق التجمع، وحق الجمع وما إلى ذلك، تحاول الحكومات باستمرار تقييد هذه الحقوق أو إعادة تأويلها قانونيًا. لا توجد الحقوق بفضل تدوينها بشكلٍ قانونيٍ على قطعةٍ من الورق، إنما فقط حين تغدو عادة محفورة عند الناس، وعندما تواجَه أي محاولة لإضعافها بمقاومةٍ عنيفةٍ من قِبَلِ الجماهير. إن لم تتحقق هذه الوضعية فلن تجدي نفعًا المعارضة البرلمانية أو أي مطالبة أفلاطونية للاحتكام إلى الدستور.

  – رودولف روكر، «الأناركية؛ من النظرية إلى التطبيق»
امتلك عمّه كارل أيضًا مكتبة كبيرة تضم الأدب الاشتراكي من جميع الألوان. وقد أُعجِب روكر بشكل خاص بكتابات كونستانتين فرانتز، وهو من أنصار الفيدرالية والمعارضين لقيصرية بسمارك الألمانية المركزية، إلى جانب كتابات أوجين دوهرنغ وهو اشتراكي مناهض للماركسية امتلكت نظرياته بعض الجوانب الأناركية؛ وروايات مثل رواية فكتور هوغو «البؤساء» ورواية إدوارد بيلامي «النظر إلى الماضي» بالإضافة إلى الأدب الاشتراكي التقليدي مثل كتاب كارل ماركس «رأس المال» وكتابات فرديناند لاسال وأوغست بيبل. أضحى روكر اشتراكيًا، وناقش أفكاره باستمرار مع الآخرين. يعتبر ربّ عمله أول شخص دفعه روكر لاعتناق الاشتراكية.
تحت تأثير عمّه، انضم إلى الحزب الديمقراطي الاشتراكي وأصبح ناشطًا في نقابة عمال المطابع في ماينتس. تطوّع في الحملة الانتخابية عام 1890، التي كان من الضروري تنظيمها بشكل شبه سري بسبب القمع الحكومي المستمر، وساعد مرشح الحزب الديمقراطي الاشتراكي فرانتز يوست على استعادة مقعد مقاطعة ماينتس-أوبنهايم في الرايخستاغ. نتيجة أن المقعد كان مُتنازع عليه بشدة، قامت شخصيات هامة من الحزب الديمقراطي الاشتراكي مثل أوغست بيبل، وفلهلم ليبكنخت، وجورج فون فولمار، وباول سنجر بزيارة المدينة لمساعدة يوست وأُتيحت الفرصة أمام روكر لرؤيتهم يتحدثون.
في عام 1890، نشب جدال كبير ضمن الحزب الديمقراطي الاشتراكي حول التكتيكات التي قد يختارها بعد إلغاء القوانين المناهضة للاشتراكية. تطور تيار معارض راديكالي يعرف باسم الشباب (بالألمانية: Die Jungen). في حين اعتبر قادة الحزب البرلمان كوسيلة للتغيير الاجتماعي، تصور تيار الشباب الراديكالي أنه في أفضل الأحوال يمكن استخدامه لنشر الرسالة الاشتراكية. نتيجة عدم رغبتهم بانتظار انهيار المجتمع الرأسمالي الذي تنبأت به الماركسية، فقد رَغِبوا إشعال الثورة في أقرب وقت ممكن. على الرغم من أن هذا التيار كان أقوى ما عليه في برلين، وماغديبورغ، ودرسدن، إلا أنه امتلك بعض الأتباع في ماينتس من بينهم رودولف روكر. في مايو 1890، بدأ دورة قراءة، اسمها فرايهايت (الحرية)، لدراسة المواضيع النظرية بشكل أكثر كثافة. بعد أن وجّه روكر انتقادات ليوست ورفض التراجع عن تصريحاته، طُرد من الحزب. وحدث الأمر ذاته لبقية أعضاء حزب الشباب في أكتوبر 1891. ومع ذلك فقد بقي ناشطًا، بل واكتسب النفوذ في الحركة العماليّة الاشتراكيّة في ماينتس. وعلى الرغم من أنه قد واجه بالفعل أفكارًا أناركيّة جرّاء احتكاكه بتيار الشباب في برلين، بيد أنه لم يصبح أناركيًا إلا بعد انعقاد المؤتمر الاشتراكي الدولي في بروكسل في أغسطس 1891. شعر بخيبة أمل شديدة بسبب المناقشات التي دارت في المؤتمر، إذ رفض المندوبون الألمان بشكل خاص إدانة النزعة العسكرية بشكل صريح. وقد أُعجِب بالاشتراكيّ الهولنديّ - والأناركيّ في وقت لاحق -  فرديناند دوميلا نيوهاش الذي هاجم ليبكنخت بسبب افتقاره إلى روح القتال. تعرف روكر على كارل هوفر وهو ناشط ألماني في تهريب الأدب الأناركي من بلجيكا إلى ألمانيا. وقد أعطاه هوفر كتاب باكونين «الله والدولة» وكتاب كروبوتكين «الأخلاق الأناركية» وهما اثنان من أكثر الأعمال الأناركيّة تأثيرًا، فضلًا عن صحيفة أوتونومي (بالفرنسية: Autonomie).
أصبح روكر مقتنعًا بأن مصدر المؤسسات السياسية هو إيمان غير عقلاني بسلطة أعلى، كما زعم باكونين في كتابه الله والدولة. لكن روكر شجب رفضْ باكونين للبروباغندا النظرية وادعائه بأن الثورات وحدها هي التي يمكن أن تحدث التغيير. ومع ذلك، فقد كان منجذبًا بشدة لأسلوب باكونين الذي اتّسم بالشجوية والعاطفة والحماس، والمُصمم لإعطاء القارئ انطباعًا عن وطأة اللحظات الثورية. حتى أن روكر حاول محاكاة هذا الأسلوب في خطاباته، لكنّه لم يكن مقنعًا للغاية. ومن ناحية أخرى، فإن كتابات كروبوتكين الأناركية الشيوعية قد نُظِّمت بشكل منطقي وتضمنت وصفًا مفصلًا للمجتمع الأناركي في المستقبل. فالفرضية الأساسية للعمل قد أثارت إعجاب روكر، وهي تنص على أن الفرد يحق له الحصول على الوسائل الأساسية للعيش من المجتمع بشكل مستقل عن مساهماته الشخصية.
في عام 1891، جميع أعضاء حزب الشباب إمّا طُردوا من الحزب الديمقراطي الاشتراكي أو تركوه طوعًا. ثم أسسوا اتحاد الاشتراكيين المستقلين (فاو أو إس). أصبح روكر عضوًا في الاتحاد وأنشأ فرعًا له في ماينتس حيث كان يعمل في الغالب بتوزيع الأدب الأناركي المهرب من بلجيكا أو هولندا في المدينة. وكان متحدثًا منتظمًا في اجتماعات نقابة العمال. وفي 18 ديسمبر 1892، تحدث في اجتماع للعمال العاطلين عن العمل. قام المتحدث التالي لروكر معجبًا بخطابه – لكنه لم يكن من ماينتس، وبالتالي لم يكن يعرف عند أي مرحلة ستتدخل الشرطة – بتوجيه حديثه إلى العاطلين عن العمل ناصحًا إيّاهم بأن يأخذوا من الأثرياء بدلًا من التضوّر جوعًا. ثم ألغت الشرطة الاجتماع، وجرى اعتقال المتحدث بينما بالكاد تمكن روكر من الهروب. قرر الفرار من ألمانيا إلى باريس مرورًا بفرانكفورت. فبطبيعة الحال، كان يفكر بالفعل بمغادرة البلد من أجل تعلم لغات جديدة، والتعرّف على الجماعات الأناركية في الخارج، وفي المقام الأول الهروب من التجنيد الإلزامي.

## روابط خارجية
- رودولف روكر على موقع IMDb (الإنجليزية)